# سانداي روتيمي
سانداي روتيمي (بالإنجليزية: Sunday Rotimi)‏ (9 مارس 1980 بنيجيريا - ) هو لاعب كرة قدم نيجيري في مركز حراسة المرمى. شارك مع منتخب نيجيريا لكرة القدم. أما مع النوادي، فقد لعب مع بلاتيو يونايتد وصن شاين ستارز وكانيمي ويريورز ونادي إنييمبا إنترناشونال ونادي دولفينز وHapoel Rishon LeZion F.C. ‏ وهبوعيل عسقلان ‏.

## وصلات خارجية
- سانداي روتيمي على موقع قاعدة بيانات كرة القدم.إي يو (الإنجليزية)
- سانداي روتيمي على موقع ناشيونال فوتبول تيمز (الإنجليزية)
- سانداي روتيمي على موقع GSA (الإنجليزية)